# Hydraena sierra
Hydraena sierra är en skalbaggsart som beskrevs av Perkins 1980. Hydraena sierra ingår i släktet Hydraena och familjen vattenbrynsbaggar. Inga underarter finns listade i Catalogue of Life.